# Convento de San Marcos

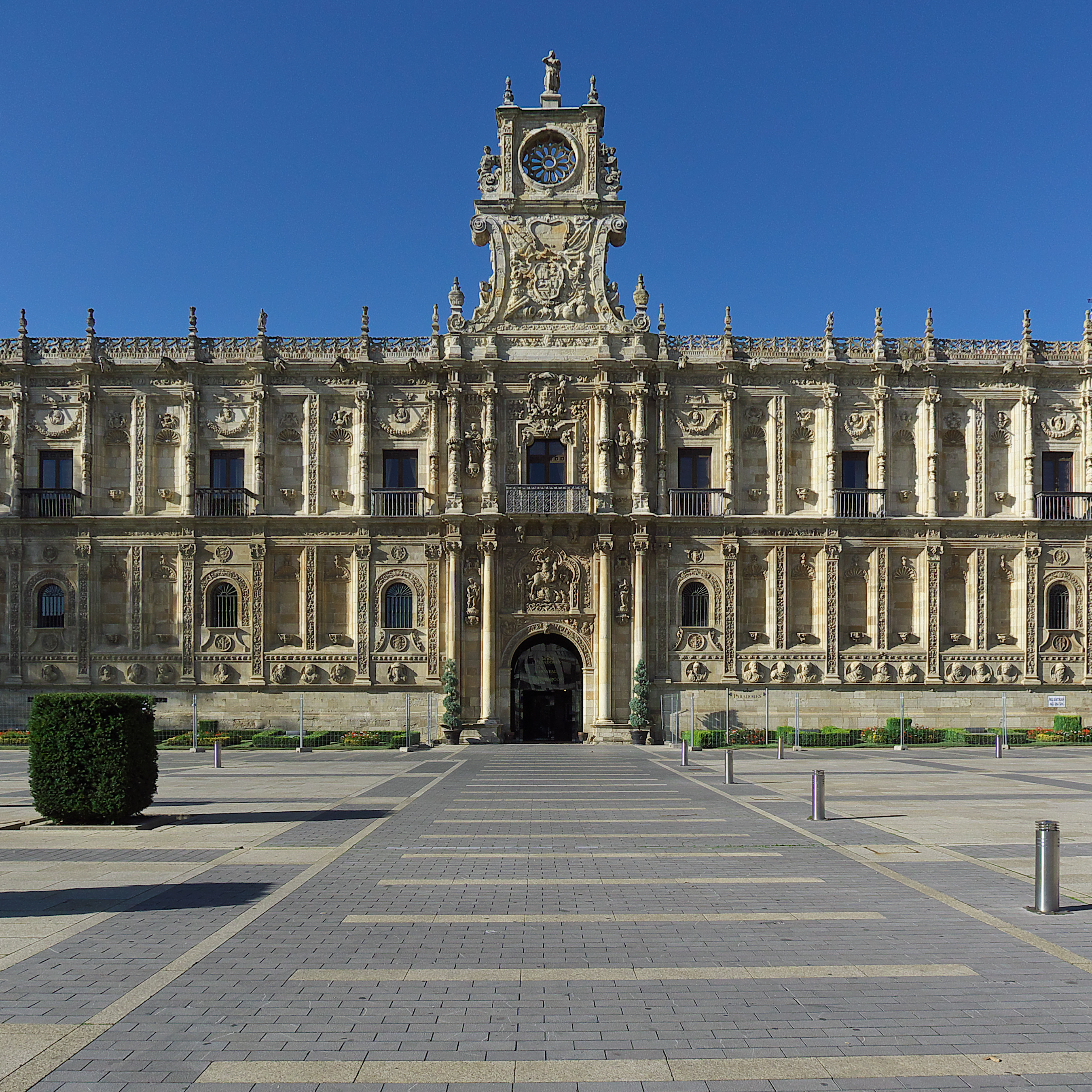

Het klooster van San Marcos (Spaans: Convento de San Marcos) is een van de grote juwelen van de architectuur van de Spaanse stad León, samen met de kathedraal, de basiliek van San Isidoro en de Casa Botines. 
De oorsprong van dit gebouw ligt in de twaalfde eeuw, toen in de tijd van Alfons VII van León, zijn zus, de Infanta Sancha Raimúndez, in juli 1152 een schenking deed voor de bouw van een bescheiden gebouw aan de rand van de ommuurde stad en aan de oevers van de rivier de Bernesga, waarin "de armen van Christus" konden verblijven, en zo een kerk-ziekenhuis werden voor het toevluchtsoord van pelgrims die de Camino de Santiago maakten. Het gebouw was ook de hoofdresidentie in het koninkrijk León van de Orde van Santiago. In 1176 werd de eerste prior gekozen en in 1184 werd Pedro Fernández de Castro, de eerste meester van de Orde van Santiago, in zijn kerk begraven. In de zestiende eeuw was het middeleeuwse gebouw in slechte staat, dus werd het gesloopt en werd een nieuw bouwwerk opgetrokken dankzij een schenking van Ferdinand de Katholieke in 1514 en werd het gebouw een klooster. Het is tegenwoordig omgebouwd tot een toeristische parador van Spanje, met hierin een gewijde kerk en een monumentaal bijgebouw van het Museum van León. Het Convento is een monument van de Spaanse Renaissance. De voorgevel is een markant voorbeeld van de Spaanse Plateresco-stijl. Het bouwwerk werd erkend als bouwkundig erfgoedmonument en ontving op 24 september 1845 de status van Bien de Interés Cultural.